# Hans Zulliger
Ne doit pas être confondu avec Hans Züllig.
Hans Zulliger est un pédagogue suisse inspiré par la psychanalyse né en 1893 et mort en 1965.

## Biographie
Il est l'un des créateurs de la psychologie des enfants et des adolescents, qu'il a rencontré dans des milieux défavorisés. Il a été analysé par Oskar Pfister. Membre du comité Rorschach, professeur à l'Institut de psychologie de Zurich, il est connu pour l'élaboration du test Z, test projectif apparenté au test de Rorschach et qui peut également se passer en groupe. Il est un des pionniers de la pédagogie psychanalytique.
Le titre de docteur honoris causa de l'Université de Berne en 1953, et peu après de l'Université de Heidelberg, vient consacrer son activité tant en Suisse qu'en Allemagne.

## Œuvre
- Le Test z individuel, une méthode de type Rorschach abrégée pour examens individuels, éd.: Hans Huber Berne, ASIN B0000DOAUQ
- Chapardeurs et jeunes voleurs : faut-il les aider ou les punir ? , éd.: Bloud/Gay, Paris, 1969
- Le Jeu de l'enfant et sa dynamique de guérison, éd.: Bloud et Gay, Collection Psi, Paris, 1969
- L'Angoisse de nos enfants, éd.: Salvator, 1976,  (ISBN 2-7067-0116-1)
- La Formation de la conscience morale chez l'enfant, éd.: Salvator,  (ISBN 2-7067-0129-3)